# Lom ČSA

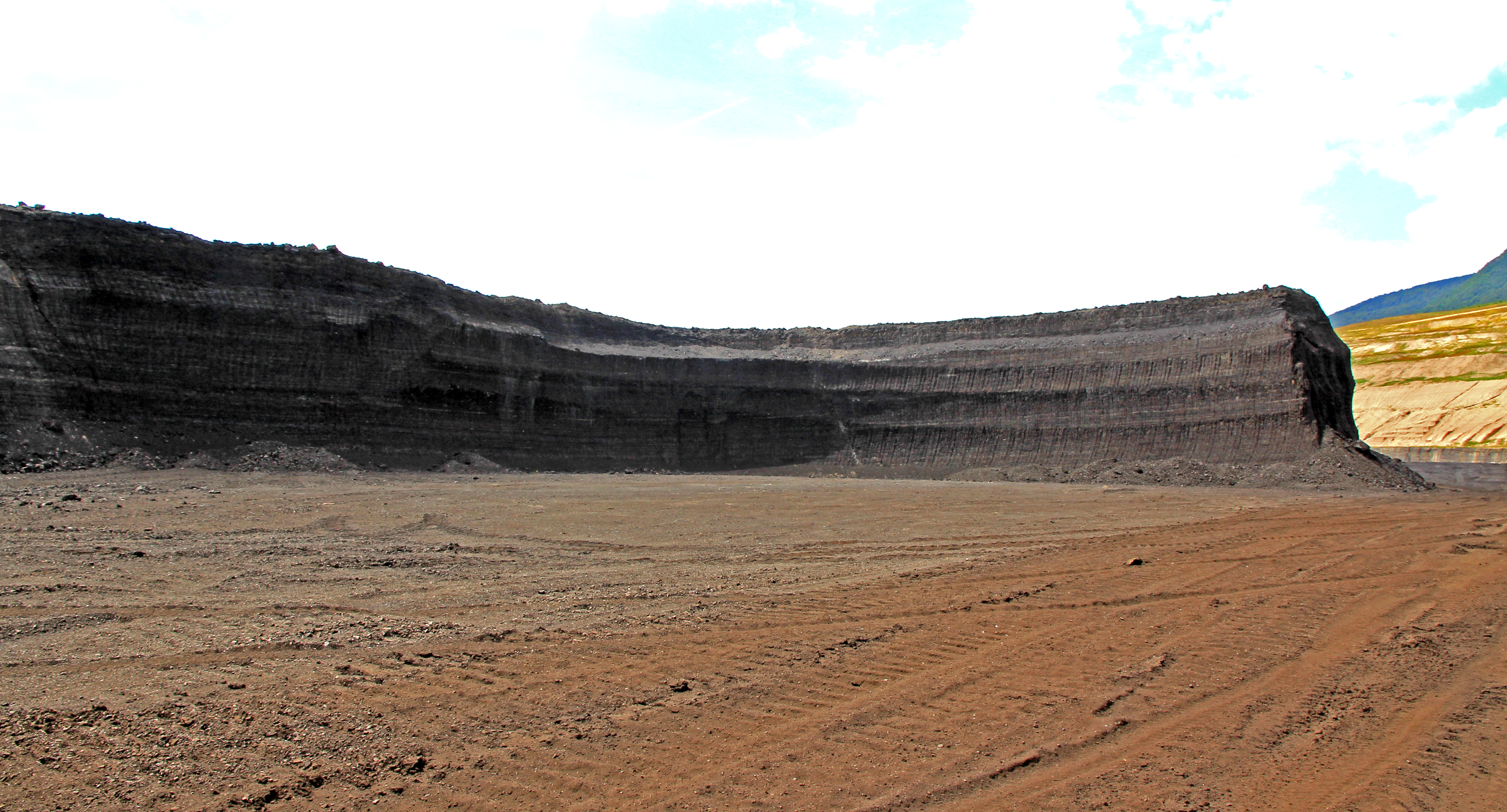
Vrstva hnědého uhlí před těžbou

Lom Československé armády (zkráceně Lom ČSA, před r. 1958 důl F. D. Roosevelt, před r. 1947 důl Hedvika) je hnědouhelný lom nacházející se v severočeské hnědouhelné pánvi pod úpatím Krušných hor. Na okraji lomu se nachází obce Vysoká Pec, Černice, a bývalé Komořany. Těží zde společnost Severní energetická, která vznikla rozdělením Mostecké uhelné v roce 2008. Lom ČSA disponuje nejkvalitnějším ložiskem hnědého uhlí v Evropě s průměrnou výhřevností 17,5 MJ/kg. V květnu 2024 těžař oznámil přerušení těžby v lomu a propuštění většiny jeho zaměstnanců.

## Historie
V minulosti se zde nacházelo Komořanské jezero o přibližné rozloze 5600 hektarů. I přes velkou rozlohu bylo jezero mělké, obsahovalo velké množství sedimentů a jeho postupné zanášení vytvořilo rozsáhlé mokřady. Jezerem protékala řeka Bílina. V roce 1831 započalo vysoušení, a to zejména ze zdravotních důvodů, protože vlhké prostředí a močály byly zdrojem nadměrného výskytu chorob a kvůli zemědělskému využití prostoru. Postupným vysoušením se umožnilo zemědělské využití krajiny.
Část zásob uhlí ve svazích lomu se do dubna 2020 těžila hlubinným způsobem stěnováním s vypouštěním nadstropu a chodbicováním. Na těžbě se podíleli zejména horníci společnosti Důl Kohinoor a.s. (dceřiná společnost Sev.en Energy AG) z Dolu Centrum uzavřeného v roce 2016. Hlubinný důl pod závěrnými svahy velkolomu ČSA byl tak poslední hlubinný (podzemní) hnědouhelný důl v revíru i v celém Česku.
V květnu 2024 těžař oznámil přerušení těžby v lomu a propuštění většiny jeho zaměstnanců. O ukončení těžby zatím nebylo rozhodnuto, těžba může být v budoucnu částečně obnovena.

## Postup těžby

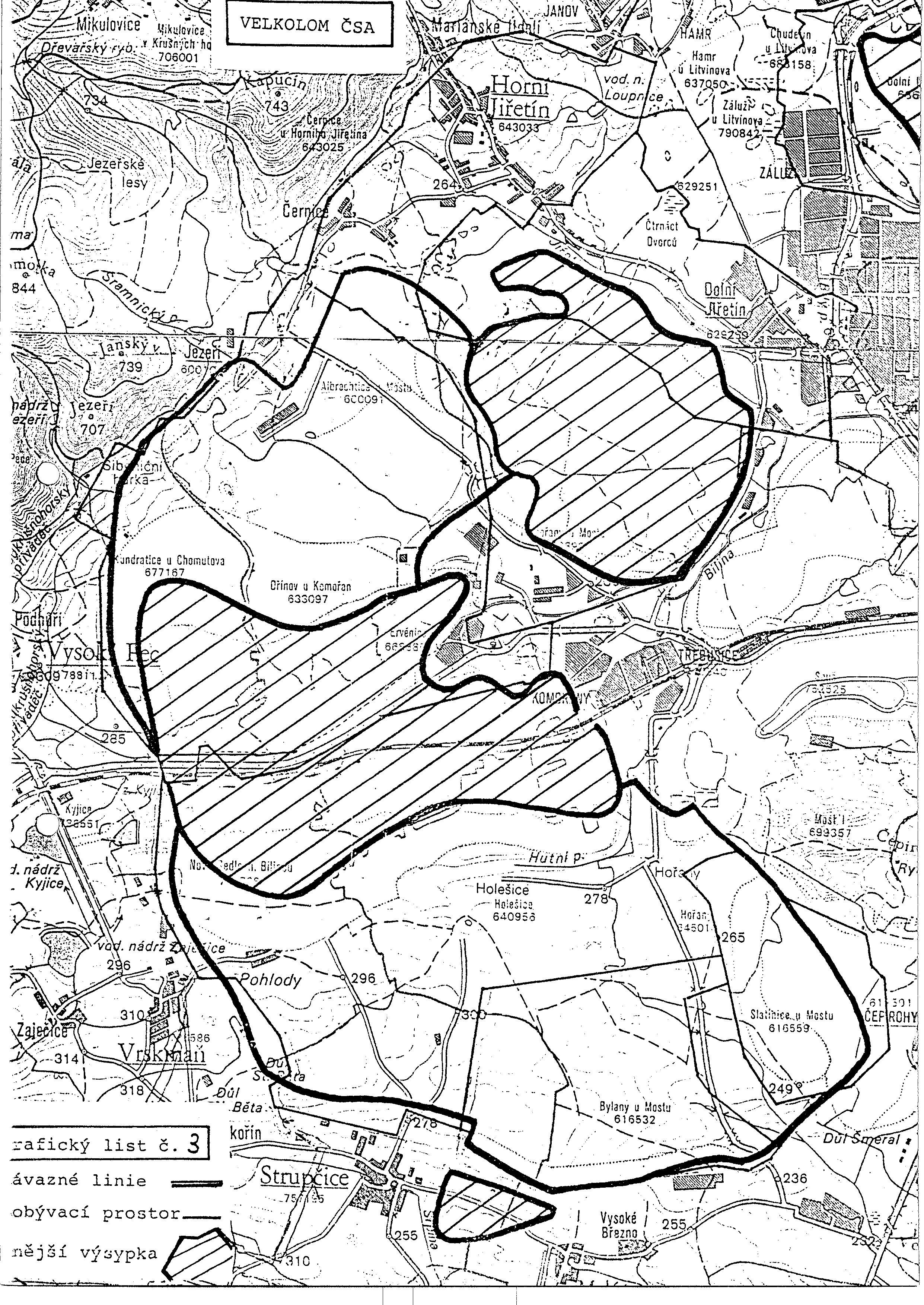
Limity na lomu ČSA

První skrývka povrchového dobývání začínala poblíž severního okraje dnes již zaniklé obce Nové Sedlo nad Bílinou. Dále těžba postupovala severovýchodním směrem k Jezeří a stáčela se pod patou Krušných hor až k dnešním Černicím, od kterých se lom nachází asi 0,5 kilometru.

## Využití uhlí
Vedle dolu se příhodně nachází Elektrárna Komořany pojmenovaná podle již zaniklé obce. Nalézá se zde úpravna uhlí a tepelná elektrárna ve vlastnictví firmy United Energy. Uhlí je dopravováno rovnou z dolu po pásových dopravnících a také se zde zpracovává a transportuje k dalšímu využití.

## Důsledky těžby
V důsledku těžby zmizelo několik kilometrů čtverečních původní krajiny i Komořanské jezero. V důsledku postupu těžby došlo k přeložení páteřní komunikace I/13 z Chomutova do Litvínova vedoucí původně pod úpatím Krušných hor. Stejně tak byla přeložena železniční trať Ústí nad Labem – Chomutov, regionální trať Chomutov–Litvínov byla zrušena bez náhrady. Dále z důvodů bezpečnosti těžby byla přeložena i samotná řeka Bílina a železnice. Jako náhrada slouží dnes Ervěnický koridor. Výraznou změnou v hydrologických podmínkách oblasti bylo přeložení nejen řeky Bíliny, ale i menších potoků stékajících z úpatí hor. Potoky Kundratický a Vesnický byly umělými koryty přeloženy a svedeny do Podkrušnohorského přivaděče. Šramnický a Černický potok byl sveden do přeložky Šramnického a Černického potoka dvěma raženými tunely o celkové délce 1 350 m.

### Zaniklé obce a osady na území lomu
- Albrechtice
- Jezeří
- Dřínov, zrušen hlubinný důl Maršál Koněv
- Kundratice
- Podhůří
- Ervěnice
- Komořany

### Sesuvy půdy

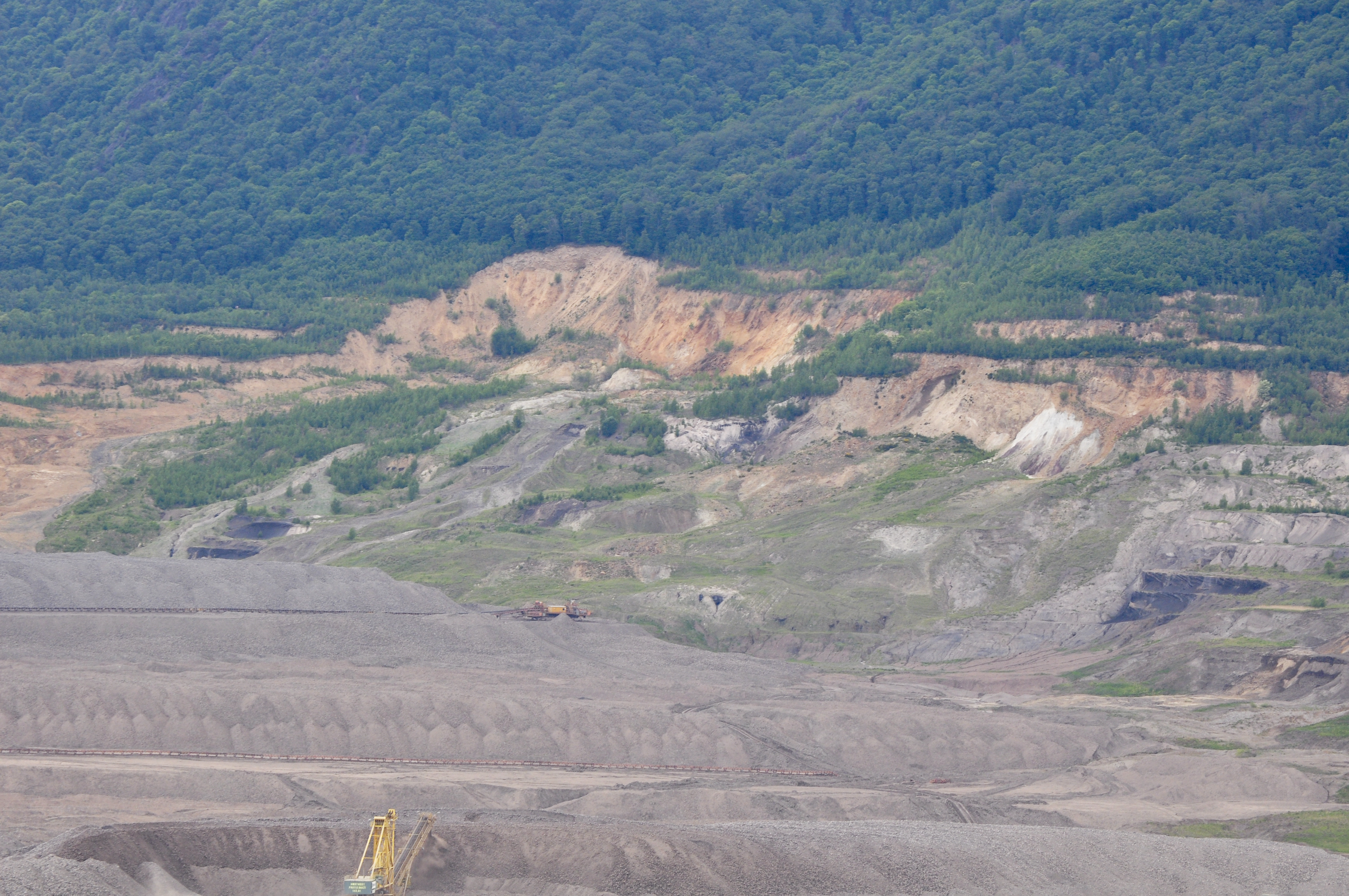
Sesuvy mezi Jezeřím a Jezerkou

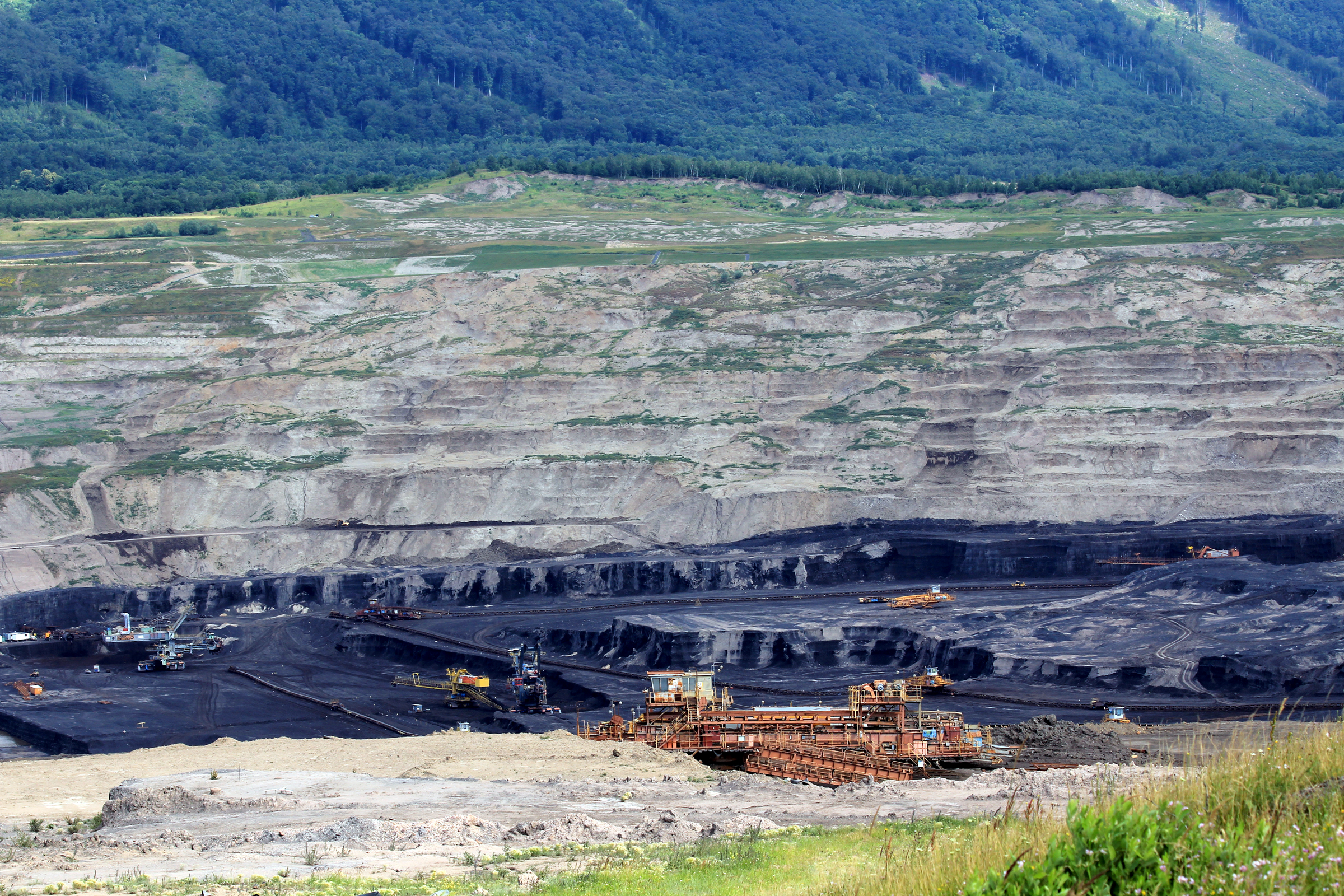
Oblast těžby uhlí

V oblasti kontaktu lomu s úpatím Krušných hor mezi Vysokou Pecí a Horním Jiřetínem dochází k mohutným sesuvům, které ohrožují vlastní svahy Krušných hor a také zbytky Jezeřského arboreta (Dolní zámecký park) pod zámkem Jezeří.

## Budoucnost
Těžba v lomu je omezena územními ekologickými limity těžby, které stanovilo usnesení vlády ČR č. 444 z roku 1991. V rámci stanovených limitů jsou zde k dispozici zásoby do roku 2021. V roce 2015 bylo rozhodnutí o stanovených limitech potvrzeno a v roce 2021 rozhodnuto o ukončení těžby bez prolomení limitů kolem roku 2024. V roce 2023 bylo ukončení těžby odhadnuto na přelom let 2025 a 2026.
V případě prolomení limitů se zde nachází pod několika obcemi přibližně 750 miliónů tun hnědého uhlí o předpokládané výhřevnosti 18 MJ/Kg. Největší překážkou pro těžaře je město Horní Jiřetín s dvěma tisíci obyvateli a jeho část Černice.
Po ukončení těžby by mělo na místě zbytkové jámy vzniknout rekultivační jezero o předpokládané rozloze 700 hektarů, objemu vody cca 274 000 000 m³ a dobou napouštění 15–17 let.
V areálu či jeho blízkosti má být postaveno několik velkých fotovoltaických elektráren, v budoucnu by některé panely mohly plavat na hladině rekultivačního jezera.